# Sobey Martin
Pour les articles homonymes, voir Sobey et Martin.
Sobey Martin est un réalisateur américain, né le 27 juin 1909 et mort le 27 juillet 1978 à Los Angeles.

## Filmographie
- 1950 : Cisco Kid (série télévisée)
- 1955 : The Millionaire (en) (série télévisée)
- 1955 : Chasse au crime ("Paris Precinct") (série télévisée)
- 1958 : Union Pacific (série télévisée)
- 1961-1962 : Rawhide (série télévisée)
- 1962-1963 : Gunsmoke (série TV)
- 1963 : Las Cuatro noches de la luna llena
- 1964 : Freddy und das Lied der Prärie
- 1965 : Perdus dans l'espace ("Lost in Space") (série télévisée)
- 1966 : La Fin du monde, un épisode de Au cœur du temps.